# Норт Риџвил (Охајо)
Норт Риџвил (енгл. North Ridgeville) град је у америчкој савезној држави Охајо.

## Демографија
По попису из 2010. године број становника је 29.465, што је 7.127 (31,9%) становника више него 2000. године.
| Група             | 2000.          | 2010.          |
| Белци             | 21.226 (95,0%) | 27.291 (92,6%) |
| Афроамериканци    | 192 (0,9%)     | 429 (1,5%)     |
| Азијати           | 206 (0,9%)     | 356 (1,2%)     |
| Хиспаноамериканци | 445 (2,0%)     | 973 (3,3%)     |
| Укупно            | 22.338         | 29.465         |